# Asimbek Beknasarow
Asimbek Beknasarow (russisch Азимбек Анаркулович Бекназаров; * 1956 in Kara-Suu, Rajon Aksy) ist ein kirgisischer Politiker, der unter anderem im März 2005 an der Tulpenrevolution beteiligt war.

## Leben
Beknasarow stammt aus dem Süden Kirgisistans. Er machte nach der Unabhängigkeit des Landes 1991 erst als Richter Karriere und wurde schließlich in das kirgisische Parlament gewählt. Anfang 2002 einigte sich die kirgisische Regierung  mit der Volksrepublik China auf einen Vertrag, der die Grenzziehung zwischen den beiden Ländern regelte und Grundstein für eine engere Zusammenarbeit sein sollte. Dieser Vertrag wurde von der Opposition strikt abgelehnt. Beknasarow wurde zum Kopf der Proteste gegen den Vertrag, indem er ein Misstrauensvotum gegen den amtierenden Präsidenten Askar Akajew einreichte. Im Januar 2002 wurde er angeblich wegen der rechtswidrigen Einstellung eines Verfahrens in einem Mordfall 1994 in seiner Funktion als Richter verhaftet. Die Verhaftung Beknasarows wurde zum Ausgangspunkt für eine erste Welle landesweiter Proteste, die Beknasarows Freilassung forderten, aber auch offen gegen den Präsidenten waren. Der Tod von fünf Protestanten verschärfte die Stimmung im Land zusätzlich. Nachdem Akajew Zugeständnisse an die Bevölkerung machte, beruhigte sich die Lage vorerst wieder.
Nach den Parlamentswahlen 2005, die Akajew zu seinen Gunsten manipulierte, kam es erneut zu Protesten, die in der sogenannten Tulpenrevolution zum Sturz des Präsidenten führten. In der neuen Regierung von Kurmanbek Bakijew wurde die gesamte politische Führung des Landes ausgetauscht und Beknasarow wurde Generalstaatsanwalt.
Im Jahr 2010 kam es erneut zu politischen Unruhen im Land infolge derer Bakijew nach Kasachstan floh und eine Übergangsregierung unter Rosa Otunbajewa die Macht übernahm. In dieser Regierung wurde Beknasarow Vize-Ministerpräsident. In dieser Rolle war er insbesondere mit den Unruhen in Südkirgisistan, wo die usbekische Minderheit verfolgt wurde, und der Vorbereitung der Volksabstimmung zur Änderung der Verfassung, die künftig Kirgisistan als parlamentarische Republik definieren sollte, beschäftigt. Das Referendum fiel positiv aus und so fanden am 10. Oktober 2010 Wahlen statt und eine neue Regierung unter dem Sozialdemokraten Almasbek Atambajew kam an die Macht.